# 港務隊
港務隊（こうむたい）とは、海上自衛隊基地等における、港湾運用/支援、港湾/水路防衛を担当する部隊である。長は港務隊長。各地方隊の警備隊に置かれている。

## 概要
主たる任務としては、港湾施設の運用、艦船の錨地の指定、艦船に対する便宜供与、支援船（水中処分隊に配属されるものを除く。）の管理及び運用、港湾及び水路の安全確保を行う。
その実務は多岐にわたり、最も基本的な曳船による出入港支援から港湾設備の保守管理まで手広く行っており、支援船を多数保有する。また、各支援船の船長・機関長は幹部だけでなく海曹が指定される場合も多い。これらの配置に就く者は、運航・機関の海技資格（部内）保持者である。
なお、地方隊のある主要５基地以外の小規模基地や航空基地、術科学校に配備されている支援船は、港務隊ではなく当該部隊が運用している。

## 部隊
- 大湊港務隊 - 大湊警備隊（大湊地方隊：青森県むつ市）
- 横須賀港務隊 - 横須賀警備隊（横須賀地方隊：神奈川県横須賀市）
- 舞鶴港務隊 - 舞鶴警備隊（舞鶴地方隊：京都府舞鶴市）
- 呉港務隊 - 呉警備隊（呉地方隊：広島県呉市）
- 佐世保港務隊 - 佐世保警備隊（佐世保地方隊：長崎県佐世保市）

## 保有支援船

### 支援船第1種

#### 曳船 (YT)
- 曳船58号型
- 曳船60号型
- 曳船75号型

#### 水船 (自走型・YW)
- 水船17号型

#### 重油船 (自走型・YO)
- 油船25号型
- 油船28号型

#### 軽質油船 (自走型・YG)
- 油船203号型

#### 廃油船 (非自走型・YB)
- 廃油船105号型

#### 運貨船 (自走型・YL)
- 運貨船9号型 – 9隻

#### 運貨船 (非自走型・YL)
- 運貨船119号型

#### 交通船 (内火艇・YF)
- 交通船1029号型
- 交通船1034号型

#### 交通船 (内火ランチ・YF)
- 交通船2088号型
- 交通船2121号型

### 支援船第2種
- 油槽船1号型 – 2隻

### 支援船第3種

#### 伝馬船 (T)
- 伝馬船6081号型

### 支援船第5種

#### 特別機動船 (SB)
- 特別機動船1号型
- 特別機動船7号型
- 特別機動船17号型
- 特別機動船23号型